# Uno strano campione di football
Uno strano campione di football (Gus) è un film commedia per famiglie del 1976 prodotto dalla Walt Disney Pictures e diretto da Vincent McEveety, con Ed Asner, Don Knotts e Gary Grimes. Ruota attorno al personaggio di Gus, un mulo che gioca a football americano. Il film ebbe successo al botteghino e fu distribuito in home video nel 1981.
Il film è attualmente disponibile col doppiaggio italiano sul servizio di streaming Disney+, indicato col titolo originale.

## Trama
Stepjan Petrović è un forte giocatore della nazionale di calcio della Jugoslavia. Suo fratello Andy lavora nella fattoria di famiglia e non può più giocare a calcio, dopo che per un incidente è caduto in un pozzo. Un giorno, Andy scopre che il suo mulo Gus può calciare un pallone a grandi distanze quando gli fa un verso particolare.
Intanto, a Los Angeles, i California Atoms sono una squadra professionistica di football americano posseduta da Hank Cooper e allenata dall'incapace Venner. Sono la peggiore squadra della lega e non vincono una partita da anni. Cooper deve anche molti soldi a due allibratori dai modi mafiosi. Quando Cooper confessa loro che non può pagare i suoi debiti, essi gli concedono una sommessa come ultima possibilità: se gli Atoms vinceranno il Super Bowl, tutti i debiti di gioco gli saranno rimessi, ma se non vincono Gwynn and Wilson diventeranno i proprietari della squadra.
Cercando disperatamente di attirare i tifosi, Cooper tenta d'imbastire un grande spettacolo nell'intervallo. La sua segretaria Debbie vede un articolo su Gus nel giornale jugoslavo dei suoi genitori.  Debbie vola in Jugoslavia e ingaggia Gus ed Andy. Dopo aver visto il calcio di Gus nel suo primo show dell'intervallo, Cooper e Venner decidono di farlo partecipare alla partita come kicker. L'altra squadra protesta, ma dato che il regolamento non richiede necessariamente che un giocatore sia umano, Cooper permette a Gus di calciare. Poiché Gus è in grado di segnare un field goal da qualunque punto del terreno di gioco, gli Atoms vincono, e continuano a vincere le partite successive grazie a Gus, scalando la classifica fino al primo posto. L'unico inghippo è che Gus sferra il calcio solo quando Andy tiene ferma la palla e grida il suo comando. Debbie è incaricata di badare ad Andy e a Gus, dato che sa parlare il serbo, e tra i due giovani nasce un sentimento, favorito da Gus.
Gwynn e Wilson, rendendosi conto che stanno perdendo la scommessa con Cooper, assumono due criminali incompetenti, Crankcase e Spinner, per impedire a Gus di scendere in campo e far perdere la squadra. Grazie ai loro maneggi, Crankcase e Spinner fanno perdere due partite agli Atoms , che tuttavia riescono a raggiungere i playoffs.  Andy diventa una celebrità, ma i suoi genitori non ne sono impressionati, dicendo che tiene solo il pallone fermo per Gus.
Prima della partita dei playoff, Spinner convince Andy che Debbie è rimasta ferita in un incidente stradale. Quando Andy arriva all'ospedale, Crankcase lo chiude a chiave in una stanza. Senza Andy, Gus rifiuta di calciare, e gli Atoms vanno in svantaggio. Nel quarto d'ora finale, Debbie si veste con la divisa di Andy e convince Gus a calciare un field goal, segnando i punti della vittoria. Andy, che è riuscito a fuggire, arriva dopo la conclusione dell'incontro, e dice a Debbie che suo padre ha ragione: non è nessuno, e tener fermo il pallone per Gus è cosa che può fare chiunque.
Con gli Atoms che sono acceduti al Super Bowl, Spinner e Crankcase rapiscono Gus e lo sostituiscono con un mulo qualsiasi, poi si sistemano in un motel e rinchiudono Gus con loro. Al Super Bowl, Andy capisce subito che il mulo non è Gus e con Cooper parte in elicottero alla sua ricerca. Quando i due criminali guardano la partita in televisione, Gus s'imbizzarrisce e scappa, entrando in un supermercato, dove i due malviventi cercano di riprenderlo contribuendo ai danni e allo scompiglio provocato dal mulo, ragion per cui una volta fuori sono arrestati. Gus viene avvistato dall'alto da Andy e Cooper, che lo trasportano fino allo stadio per via aerea, giusto in tempo per l'ultimo quarto.
Con Gus di nuovo in partita, gli Atoms effettuano una rimosta, fino ad arrivare al punteggio di 16-15 in possesso palla sulla loro linea da 5 iarde quando mancano solo 3 secondi alla fine. Gus si prepara per tentare un field goal, ma scivola nel fango e manca il pallone. Nella mischia, Gus lo passa ad Andy, che corre per 95 iarde fino al touchdown. Andy e la squadra escono trionfalmente dal campo per festeggiare la loro vittoria.

## Produzione
Si tratta dell'unico film, tra i sei girati insieme da Don Knotts e Tim Conway, nel quale i due attori non condividono alcuna scena.
Gus fu l'ultima apparizione cinematografica di Bob Crane, così come l'ultimo film nella promettente ma breve carriera dell'allora ventenne Grimes, che si ritirò dalle scene (tranne che per un ruolo in una produzione televisiva del 1983) dopo questo film. Fu anche l'ultima apparizione di Virginia O'Brien.

## Accoglienza critica
Roger Ebert diede al film due stelle su quattro e scrisse: "Due diversi tipi di film sono usciti dalla Walt Disney Company negli ultimi anni: fantasie inventive e divertenti come L'incredibile viaggio verso l'ignoto e L'isola sul tetto del mondo, e trite rivisitazioni delle vecchie formule Disney. 'Gus', purtroppo, cade in questa categoria". Richard Eder del New York Times lo definì "un dignitoso film Disney nella media, con alcune parti divertenti e altre parti dove saresti disposto a sorridere se potessi. Il film fallisce per lo più dove tenta di fare le cose più difficili, come nella terribilmente lunga e ritrita sequenza comica in un supermercato". Joseph McBride di Variety lo definì "una piacevole commedia per famiglie" che "possiede l'amabile spirito di una storia esagerata o di un libro di narrativa per bambini, e benché le meccaniche dell'intreccio siano largamente prevedibili, il cast tiene il pallone in gioco per i 96 minuti della sua durata". Linda Gross del Los Angeles Times lo descrisse come un "divertente e godibile, per quanto scontato, film  Disney live-action per famiglie che amano il football". Gary Arnold del Washington Post trovò il ritmo del film "fiacco" e aggiunse : "Dopo un po' diventa impossibile condividere l'allegria dei bambini a vedere dei capitomboli che arrivano con un anticipo di 10 secondi". Ammise tuttavia che "è inutile negare o combattere il fatto che i bambini si eccitano con comicità anche mediocre".

## Influenza culturale
In Herbie sbarca in Messico (1980), si vede per breve tempo un invitato di una festa che indossa una casacca degli Atoms durante la scena di un ballo in maschera.
Nel Ritorno del maggiolino tutto matto il nome  "Hank Cooper" è attribuito al meccanico (interpretato da Bruce Campbell) che incontra Herbie. 
Gus può essere utilizzato come cavalcatura nei videogiochi Disney Infinity 2.0 (2014) e Disney Infinity 3.0 (2015) in modalità power disc. Nel gameplay Gus attacca calciando palloni da football americano.
Bill Maher citò il film durante la puntata del 9 ottobre di Real Time with Bill Maher, il talk show politico dell'HBO, mettendo in guardia sul fatto che Donald Trump avrebbe cercato di "fare come Gus" nelle elezioni presidenziali statunitensi del 2020, sfruttando la mancanza di leggi scritte contro determinati comportamenti.
I film Air Bud - Campione a quattro zampe (1997) e Jack simpatico genio (2000), sono basati sulla stessa trovata di un animale decisivo in uno sport di squadra con giocatori umani.